# Kation Eigena

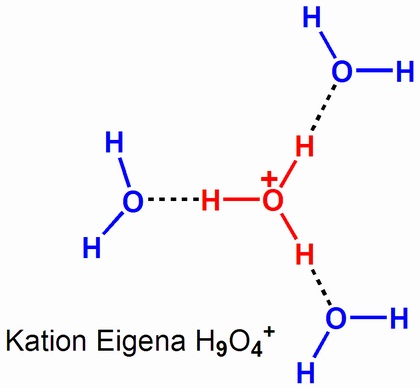

Kation Eigena (H9O+4) − rodzaj jonu oksoniowego, jedna z form hydratowanego protonu. Jest trwalszy zarówno od jonu hydroniowego, jak i kationu Zundela, przez co jest częściej od nich spotykany w roztworach kwaśnych.
Powstaje poprzez przyłączenie trzech cząsteczek wody do jonu hydroniowego H3O+:
H3O+ +  3H2O → H9O+4
Kationem Eigena bywa też nazywany wolny jon hydroniowy, H3O+.